# Wish I Could Fly
Wish I Could Fly – singel szwedzkiego duetu Roxette. Został wydany w lutym 1999 jako pierwszy promujący album Have a Nice Day. Piosenka była wielkim przebojem radiowym będąc najczęściej odtwarzanym utworem w Europie w 1999 roku. Duet nagrał także hiszpańskojęzyczną wersję utworu pt. "Quisiera volar" która została umieszczona na południowoamerykańskim wydaniu Have a Nice Day.

## Utwory
- Wish I Could Fly
- Happy Together
- Wish I Could Fly (demo November 1997)